# シーン・スウィニー (バスケットボール)
シーン・スウィーニー（Sean Sweeney, - ）は、アメリカ合衆国・ミネソタ州セントポール出身の元バスケットボール選手で、現在指導者。NBAのサンアントニオ・スパーズでアシスタントコーチを務めている。

## 経歴

### 指導者
2011年から2013年までエイブリー・ジョンソンとP・J・カーリシモ両コーチの下、ニュージャージー・ネッツのビデオコーディネーターとしてNBAのコーチとしてのキャリアをスタートさせた
。
2018年から2021年まで、ドウェイン・ケイシーヘッドコーチの下、デトロイト・ピストンズでアシスタントコーチを務めていた。
2021年、ダラス・マーベリックスにジェイソン・キッドヘッドコーチの下でアシスタントコーチとして加入した。ネッツとバックスでもキッドの側近としてアシスタントコーチを務めた。2021年から2025年までダラス・マーベリックスに在籍し、2022年は、NBAプレーオフでウェスタンカンファレンス決勝に進出したが、ゴールデンステート・ウォリアーズに敗れ、2024年は、NBAファイナルに進出したが、ボストン・セルティックスに1対4で敗れた。
2025年6月22日、マーベリックスを離れ、ミッチ・ジョンソン新ヘッドコーチ率いるサンアントニオ・スパーズに移籍すると報じられた。